# لوتا (استان اشوی‌داشکسیه)
لوتا (به لهستانی: Luta) یک منطقهٔ مسکونی در لهستان است که در گمینا ستانپورکوو واقع شده‌است. لوتا ۴۰۰ نفر جمعیت دارد.